# Ford Mustang Shelby GT500
O Ford Mustang Shelby GT500 é um esportivo da série Mustang da Ford. Shelby é a versão mais potente da marca Mustang, sendo uma homenagem a um ex-piloto automobilístico Carroll Shelby, criador do modelo Cobra.

## Sobre o carro
Os motores V8 do modelo Shelby são considerados, pela Associação Internacional de Engenheiros Automotivos, como o bloco mais potente do mundo. Começando a partir de um motor V8 de ferro fundido do Mustang Cobra R. Um superalimentador do tipo parafuso com trocador de calor intermediário e com trocador de ar água força o ar dos pistões dentro do cilindro cada um com quatro válvulas. Muitos componentes do motor foram desenvolvidos a partir do Ford GT. A sua transmissão manual de seis marchas com espaço de marchas uniforme consegue aguentar sua força, pois ela é uma transmissão testada e comprovada em corridas, sendo assim, ela trabalha até com folga com este motor, lembrando que o motor possui um limitador de velocidade, que não o deixa ultrapassar os 250 km/h, mas em testes já atingiram a faixa dos 320km/h.

### Design
Com seu "velho novo design" em vez do tradicional logotipo, ele vem com cobras prateadas como emblema, ainda assim ele é reconhecível como um Mustang, pois ele tem seu design baseado nos antigos GT500 originais produzidos pela última vez em 1970 e em outros Mustangs Shelby GT500 dos anos 60. De herança dos Mustangs ele tem aberturas no capô, que retiram o calor do compartimento do motor e o spoiler traseiro é uma referência aos primeiros Shelby. E a dupla faixa de carbono em sua lataria tem origem de uma das corridas de Carroll Shelby, que sem tempo para adesivar seu carro, pediu então a sua equipe que fizessem apenas duas faixas, igual a seu macacão.

### Suspensão
Sua suspensão dianteira é uma do tipo  McPherson independente com braços inferiores em "L" invertido e a traseira de um eixo sólido de três articulações com uma barra Panhard para impedir o movimento lateral. As suspensões traseiras e dianteiras usam barras estabilizadoras para evitar a rolagem da carroceria.

### Interior
No seu painel de instrumentos foram trocadas as posições de velocímetro e tacômetro, e todos os seus componentes metálicos foram acetinados e não cromados.

## Modelos

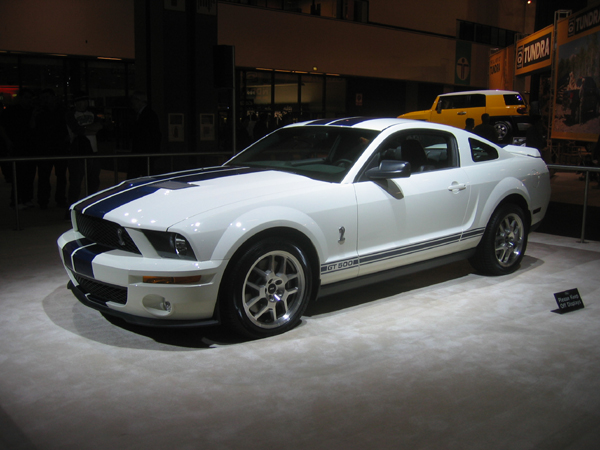
Vista de perfil do automóvel

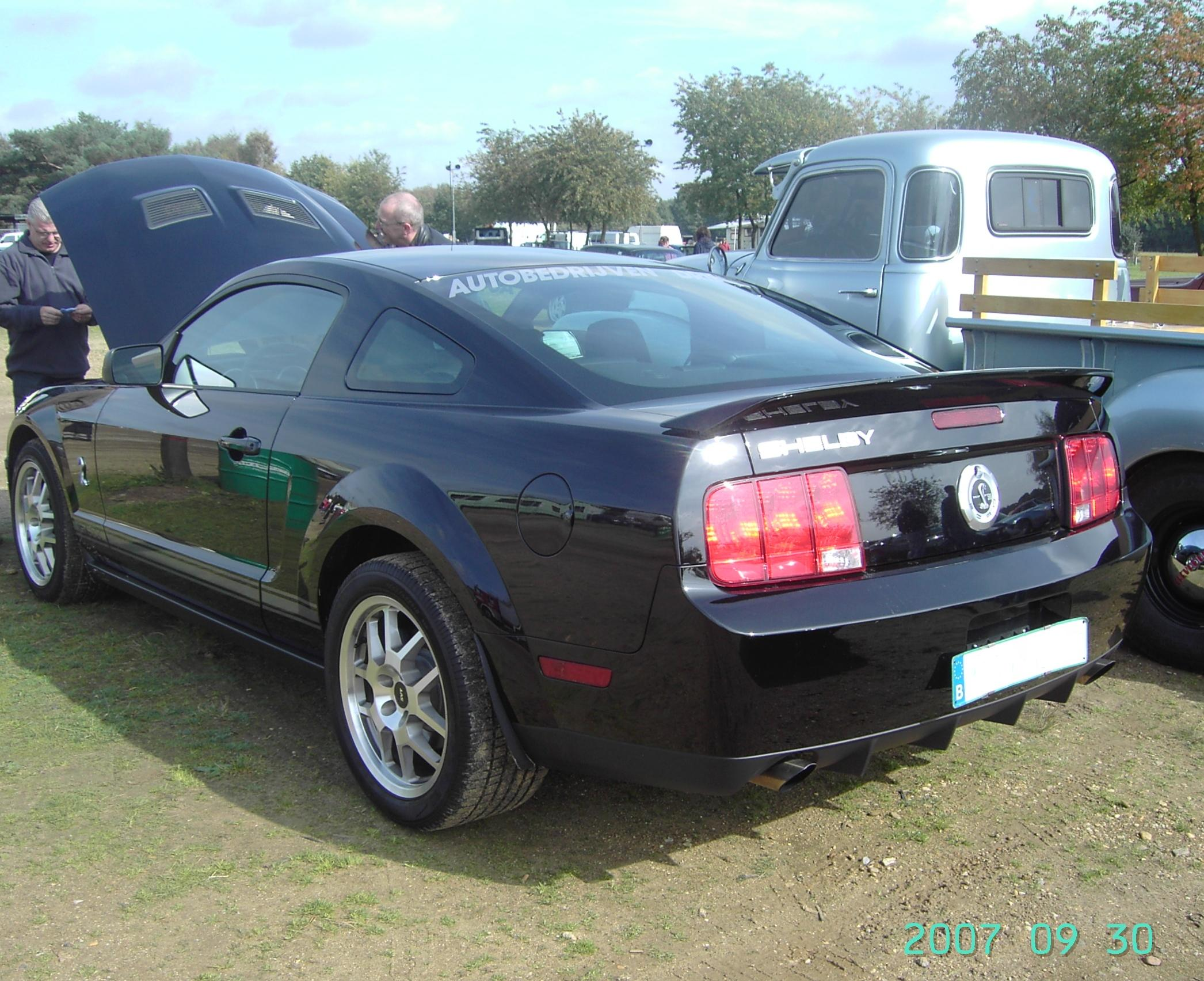
Traseira do veículo

### Mustang Shelby GT500 (2005 - 2007)
- Opções de carroceria: Coupe 2 portas e conversível 2 portas
- Opções de motorização: 5.4 V8 32v DOHC SuperCharger - 456cv (450 hp)
- Câmbio: manual de 5 marchas
- Velocidade máxima: 250 km/h limitado eletronicamente.

### Mustang Shelby GT500 (2008 - 2009)
- Opções de carroceria: Coupe 2 portas e conversível 2 portas
- Opções de motorização: 5.4 V8 32v DOHC SuperCharger - 507cv (500 hp)
- Câmbio: manual de 6 marchas
- Velocidade máxima: 250 km/h limitado eletronicamente.

### Mustang Shelby GT500 (2010)
- Opções de carroceria: Coupe 2 portas e conversível 2 portas
- Opções de motorização: 5.4 V8 32v DOHC SuperCharger - 547cv (540 hp)
- Torque: 75,3 Kgfm
- Câmbio: manual de 6 marchas
- Velocidade máxima: 250 km/h limitado eletronicamente.
- Peso: 1810Kg

### Mustang Shelby GT500 (2011 - 2012)
- Opções de carroceria: Coupe 2 portas e conversível 2 portas
- Opções de motorização: 5.4 V8 32v DOHC SuperCharger - 557cv (550 hp)
- Câmbio: manual de 6 marchas
- Velocidade máxima: 250 km/h limitado eletronicamente.

### Versão especial limitada: Mustang Shelby GT500KR (2008 - 2009)
- Opções de carroçaria: Coupe 2 portas
- Opções de motorização: 5.4 V8 32v Supercharger DOHC - 547cv (540 hp)
- Binário: 78,5 kgm.
- Caixa: Manual de 6 velocidades
- Velocidade máxima: 250 km/h limitado eletronicamente.
- Peso: 1730Kg
- Apenas 1.000 unidades foram produzidas em 2008, e 571 unidades em 2009.
- Foi usado no filme e na série Knight Rider.

### Versão especial limitada: Mustang Shelby GT500 Super Snake (2010)
- Opções de carroceria: Coupe 2 portas
- Opções de motorização: 5.4 V8 32v Supercharger DOHC - 639cv ou 735cv (630 hp ou 725 hp)
- Aceleração:(0–100 km/h) 3.9 seg." (versão de 639cv)
- Aceleração:(0-100 km/h) 3.7 seg." (versão de 735cv)
- Caixa: Manual de 6 velocidades
- Velocidade máxima: 250 km/h limitado eletronicamente.

### Mustang Shelby GT500 (2013)
Em 2013, o motor do Shelby GT500 foi considerado o bloco V8 mais potente do mundo: 
- Opções de carroceria: Coupe 2 portas
- Opções de motorização:  5.8 V8 32v Supercharged DOHC- 671cv
- Binário: 87,2 kgm
- Opções de motorização: 3.8 seg
- Caixa:  Manual de 6 velocidades
- Velocidade máxima: 320 km/h

### Versão especial limitada: Mustang Shelby GT500 Super Snake (2013)
Shelby apresenta Mustang GT500 mais potente da história: 
- Opções de carroceria:  Coupe 2 portas
- Opções de motorização:  5.8 V8 32v Supercharged DOHC- 671cv ou 862cv
- Aceleração: (0-100 km/h) 3.7 seg
- Caixa:  Manual de 6 velocidades
- Velocidade máxima: 320 km/h

### Mustang Shelby GT500 (2019)
Com o lançamento do Ford Mustang de sexta geração, também surgiu um novo Shelby GT500. O motor utilizado dessa vez é uma versão sobrealimentada do motor do Shelby GT350; o famoso Voodoo:
- Opções de carroceria:  Coupe 2 portas
- Opções de motorização:  5.2 V8 32V Supercharged DOHC- 770cv

- Binário: 86,5 kgm
- Aceleração: (0-100 km/h) 3.0 seg
- Caixa:  Automática de 7 Velocidades de Dupla Embreagem
- Velocidade máxima: 320 km/h